# Brujos de Guayama
Los Brujos de Guayama, es un club puertorriqueño de baloncesto profesional de la ciudad de Guayama que compite en el Baloncesto Superior Nacional (BSN), la máxima categoría del baloncesto en Puerto Rico. Los colores del equipo son el rojo, el negro y el amarillo.
Disputaban sus encuentros en el Coliseo Dr. Roque Nido Estella, pero tras una mala temporada en 2022 donde terminaron con marca de ocho victorias y 24 derrotas, el 17 de octubre, se anunció que Juan Carlos Ozuna Rosado, mejor conocido en la industria musical como Ozuna llegó a un acuerdo de compraventa con el ahora exapoderado de los Brujos, Rafael Rodríguez, para trasladar la franquicia a la ciudad de Manatí (Puerto Rico) de cara a la temporada 2023. Ahora pasarán a llamarse los Osos de Manatí y se desconoce si 'El Pueblo de los Brujos' regresará con un equipo al BSN.

## Posiciones en la BSN
- 1998:8
- 2000:12
- 2001:12
- 2002:12
- 2003:13
- 2004:10
- 2005:9
- 2010:8
- 2012:8
- 2013:3

## Palmarés
- 2 Subcampeonatos:(1991),(1993)
- Campeón Copa Cano Jirao:(2013)
- Semifinalista Copa:(2013)

## Jugadores históricos
- Nestor Serrano
- Diego Gomila
- Lee Arcia
- Mundi Baez
- Elisha McSweeney
- Alando Tucker
- Al Thornton
- Stanley Roberts
- Shavlik Randolph
- Shaun Pruitt
- Josh Powell
- José Meléndez
- Donte Greene
- Devin Green
- Taj Gray
- Josh Harrellson
- Marcus Fizer
- Melvin Ely
- Eddie Colon
- James Carter
- Mike Santos